# Santa Cruz (řeka)
Santa Cruz (španělsky Río Santa Cruz) je řeka na jihu Patagonie v Argentině (provincie Santa Cruz). Je přibližně 400 km dlouhá.

## Průběh toku
Odtéká z jezera Argentino a prořezává se Patagonskou planinou v hluboké dolině. Ústí do Argentinského moře v Atlantském oceánu severně od zálivu Bahía Grande, přičemž vytváří společný estuár s řekou Chico.

## Vodní stav
Průměrný průtok vody při odtoku z jezera Argentino činí 675 m³/s.

## Využití
Vodní doprava je možná v estuáru do přístavu Puerto Santa Cruz. V roce 2015 začala stavba přehrady.